# Saint-Félix-de-Pallières
Saint-Félix-de-Pallières é uma comuna francesa na região administrativa de Occitânia, no departamento de Gard. Estende-se por uma área de 18,87 km². Em 2010 a comuna tinha 247 habitantes (densidade: 13,1 hab./km²).